# Carlo Taranto (attore)
Carlo Taranto (Napoli, 28 ottobre 1921 – Napoli, 4 aprile 1986) è stato un attore italiano, spesso nel ruolo di caratterista assieme al fratello Nino sia al cinema sia in teatro.

## Biografia
Iniziò la carriera teatrale nel 1934, grazie all'aiuto del fratello maggiore Nino, e successivamente apparve in cinquantaquattro film assieme ai grandi del cinema italiano (Totò, Vittorio De Sica, Alberto Sordi, Franco Franchi e Ciccio Ingrassia), interpretando ruoli di caratterista soprattutto in commedie e musicarelli. Tra le sue più gustose interpretazioni è da ricordare quella ne Il medico e lo stregone (1957), per la regia di Mario Monicelli, e quella dell'allenatore di calcio Josè Bonservizi detto "lo stregone" nel film Il presidente del Borgorosso Football Club (1970). Carlo Taranto fu attivo in campo teatrale come interprete delle commedie di Della Porta, Molière, Trinchera, Petito, Scarpetta, Viviani, Titina De Filippo, Marotta, Di Maio. Per la televisione apparve, fra l'altro, nello sceneggiato televisivo La fiera della vanità (1967).

### Morte
Morì il 4 aprile 1986, un mese e mezzo dopo il fratello maggiore Nino, in seguito ad un'emorragia interna. Suo figlio Corrado è a sua volta attore.

## Filmografia

Carlo Taranto con Fernandel in una scena del film Don Camillo monsignore... ma non troppo (1961)

- I pompieri di Viggiù, regia di Mario Mattoli (1949)
- Assi alla ribalta, regia di Ferdinando Baldi e Giorgio Cristallini (1954)
- Moglie e buoi..., regia di Leonardo De Mitri (1956)
- Il medico e lo stregone, regia di Mario Monicelli (1957)
- Primo applauso, regia di Pino Mercanti (1957)
- Ricordati di Napoli, regia di Pino Mercanti (1957)
- Avventura a Capri, regia di Giuseppe Lipartiti (1958)
- Carmela è una bambola, regia di Gianni Puccini (1958)
- Sorrisi e canzoni, regia di Luigi Capuano (1958)
- I prepotenti, regia di Mario Amendola (1958)
- La nipote Sabella, regia di Giorgio Bianchi (1958)
- Nel blu dipinto di blu, regia di Piero Tellini (1959)
- Cerasella, regia di Raffaello Matarazzo (1959)
- La cento chilometri, regia di Giulio Petroni (1959)
- A noi piace freddo...!, regia di Steno (1960)
- Appuntamento a Ischia, regia di Mario Mattoli (1960)
- Caravan petrol, regia di Mario Amendola (1960)
- Akiko di Luigi Filippo D'Amico (1961)
- Che femmina!! e... che dollari!, regia di Giorgio Simonelli (1961)
- Don Camillo monsignore... ma non troppo, regia di Carmine Gallone (1961)
- I briganti italiani, regia di Mario Camerini (1961)
- Lui, lei e il nonno, regia di Anton Giulio Majano (1961)
- Pesci d'oro e bikini d'argento, regia di Carlo Veo (1961)
- Totò contro Maciste, regia di Fernando Cerchio (1961)
- I 4 monaci, regia di Carlo Ludovico Bragaglia (1962)
- Le quattro giornate di Napoli, regia di Nanni Loy (1962)
- Divorzio alla siciliana, regia di Enzo Di Gianni (1963)
- In ginocchio da te, regia di Ettore Maria Fizzarotti (1964)
- Una lacrima sul viso, regia di Ettore Maria Fizzarotti (1964)
- Non son degno di te, regia di Ettore Maria Fizzarotti (1965)
- Se non avessi più te, regia di Ettore Maria Fizzarotti (1965)
- Made in Italy, regia di Nanni Loy (1965)
- 7 monaci d'oro, regia di Marino Girolami (1966)
- Come svaligiammo la Banca d'Italia, regia di Lucio Fulci (1966)
- Dio, come ti amo, regia di Miguel Iglesias (1966)
- Nessuno mi può giudicare, regia di Ettore Maria Fizzarotti (1966)
- Perdono, regia di Ettore Maria Fizzarotti (1966)
- Te lo leggo negli occhi, regia di Camillo Mastrocinque (1966)
- Nel sole, regia di Aldo Grimaldi (1967)
- Operazione ricchezza, regia di Vittorio Musy Glori (1967)
- Il ragazzo che sapeva amare, regia di Enzo Dell'Aquila (1967)
- Chimera, regia di Ettore Maria Fizzarotti (1968)
- I nipoti di Zorro, regia di Marcello Ciorciolini (1968)
- Il ragazzo che sorride, regia di Aldo Grimaldi (1968)
- L'oro del mondo, regia di Aldo Grimaldi (1968)
- Il suo nome è Donna Rosa, regia di Ettore Maria Fizzarotti (1969)
- Lisa dagli occhi blu, regia di Bruno Corbucci (1969)
- Mezzanotte d'amore, regia di Ettore Maria Fizzarotti (1970)
- Il presidente del Borgorosso Football Club, regia di Luigi Filippo D'Amico (1970)
- Figlio mio sono innocente!, regia di Carlo Caiano (1978)
- Storie della camorra - sceneggiato televisivo (1978)
- Giallo napoletano, regia di Sergio Corbucci (1979)
- Mi manda Picone, regia di Nanni Loy (1983)
- Al limite, cioè, non glielo dico, regia di Franco Rossetti (1985)

## Prosa televisiva Rai
- 'O presidente, con Rosalia Maggio, Rosita Pisano, Aldo Giuffré, Carlo Taranto, Nino Taranto, Nunzia Fumo, Aldo Bufi Landi, Gigi Reder, regia di Nino Taranto, trasmessa il 20 aprile 1956.